# Cyril Lemoine
Pour les articles homonymes, voir Lemoine.
Ne doit pas être confondu avec Cyrille Lemoine.
Cyril Lemoine, né le 3 mars 1983 à Tours, est un coureur cycliste français, professionnel de 2005 à 2022.

## Carrière

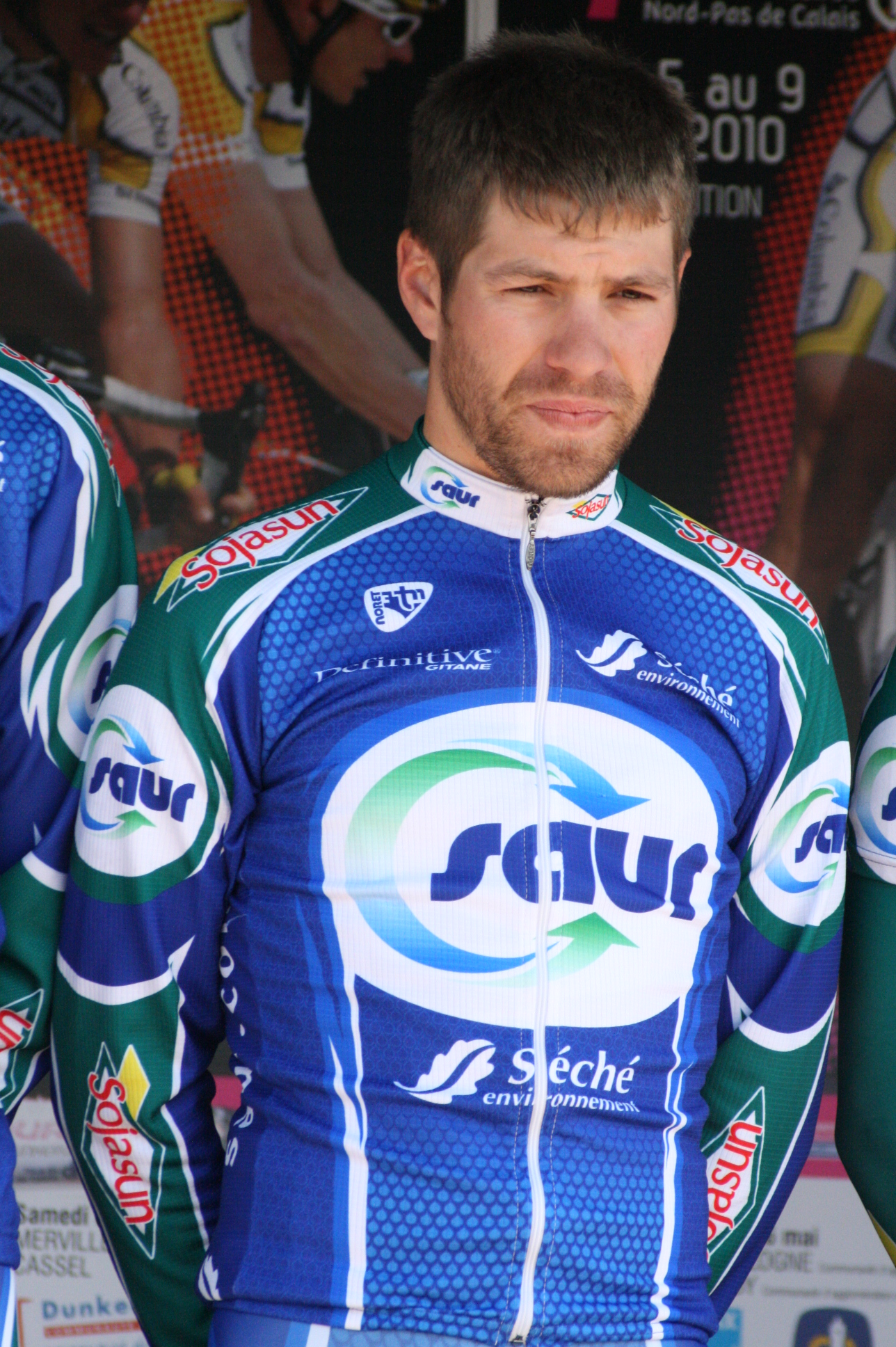
Cyril Lemoine lors des Quatre Jours de Dunkerque 2010.

En 2010, Cyril Lemoine est l'auteur d'une saison en demi-teinte car victime de douleurs persistantes au dos.
À la fin du mois de septembre 2013, Stéphane Heulot, responsable de l'équipe Sojasun, annonce l'arrêt de sa structure car la formation n'a pas trouvé de nouveau sponsor principal. Le 2 octobre, le transfert de Cyril Lemoine, accompagné de Julien Simon, dans l'équipe Cofidis est annoncé. Il signe un contrat de deux ans.
Durant le Tour de France 2014, Cyril Lemoine porte le maillot à pois durant six jours. Il se distingue également lors de la 5e étape, comprenant plusieurs secteurs pavés et courue dans des conditions climatiques difficiles, il réussit à suivre les meilleurs, terminant 10e de l'étape et premier français. En août, il termine troisième du Tour du Poitou-Charentes derrière Sylvain Chavanel et le Canadien Svein Tuft.
En juillet 2015, le contrat de Cyril Lemoine dans l'équipe Cofidis est prolongé jusqu'en fin d'année 2017. Il est ensuite sélectionné pour la course en ligne des championnats du monde de Richmond. Les chefs de file français sont les sprinteurs Nacer Bouhanni et Arnaud Démare ainsi que les puncheurs Julian Alaphilippe et Tony Gallopin. Cyril Lemoine ainsi que Sébastien Minard ont un rôle d'équipier dès le début de la course et sont des « capitaines de route » pour la sélection française. Il s'occupe tout particulièrement dans la course de protéger Nacer Bouhanni, l'aidant en début de course à revenir dans le peloton après avoir été impliqué dans plusieurs chutes,. Distancé dans l'avant-dernier tour de l'épreuve, Lemoine termine ce championnat à la 100e place.
Cyril Lemoine est sélectionné pour la course en ligne des championnats du monde 2016 disputés au Qatar. Il y accompagne son chef de file de Cofidis Nacer Bouhanni.
Lors du Tour de France 2021, Cyril Lemoine chute durant la première étape et est contraint à l'abandon, étant atteint notamment de fractures sur quatre côtes ainsi que d'un pneumothorax.
En septembre 2022, il annonce prendre sa retraite après Paris-Roubaix 2023, pour sa 15e participation. Néanmoins, à la suite de la disparition de B&B Hotels-KTM, il décide de stopper dès 2022.

## Palmarès
- 2000
  - Champion de la région Centre juniors
- 2003
  - 2e du Loire-Atlantique Espoirs
  - 2e du Circuit des Deux Provinces
  - 3e de Paris-Mantes
- 2004
  - 3e étape du Tour du Tarn-et-Garonne
  - 2e des Boucles de la Mayenne
- 2009
  - 3e des Quatre Jours de Dunkerque
  - 3e du Grand Prix de la ville de Zottegem
- 2014
  - 3e du Tour du Poitou-Charentes

## Résultats sur les grands tours

### Tour de France
8 participations
- 2009 : 144e
- 2012 : 136e
- 2013 : 112e
- 2014 : 110e, maillot à pois durant 6 jours
- 2016 : 137e
- 2017 : 128e
- 2021 : abandon (1re étape)
- 2022 : 113e

### Tour d'Espagne
3 participations
- 2006 : 134e
- 2008 : 100e
- 2015 : 61e

## Classements mondiaux
| Année                                 | 2008 | 2009 | 2010 | 2011 | 2012 | 2013 | 2014 | 2015 | 2016  | 2017 | 2018  | 2019  | 2020 | 2021 | 2022  |
| ------------------------------------- | ---- | ---- | ---- | ---- | ---- | ---- | ---- | ---- | ----- | ---- | ----- | ----- | ---- | ---- | ----- |
| UCI ProTour                           | 138e |      |      |      |      |      |      |      |       |      |       |       |      |      |       |
| Calendrier mondial                    |      | 188e | nc   |      |      |      |      |      |       |      |       |       |      |      |       |
| Classement mondial                    |      |      |      |      |      |      |      |      | 2027e | nc   | 2383e | 1045e | 752e | 669e | 1732e |
| UCI Europe Tour                       |      | 89e  | 322e | 300e | 211e | 262e | 179e | 499e | nc    | nc   | 1899e | 748e  | 603e | 530e | 1133e |
| UCI Asia Tour                         |      | nc   | 345e | nc   | nc   | nc   | nc   | nc   | nc    | nc   | 676e  |       |      |      |       |
|                                       |      |      |      |      |      |      |      |      |       |      |       |       |      |      |       |
| Légende : nc = non classéSource : UCI |      |      |      |      |      |      |      |      |       |      |       |       |      |      |       |